# Franciszek Bohomolec

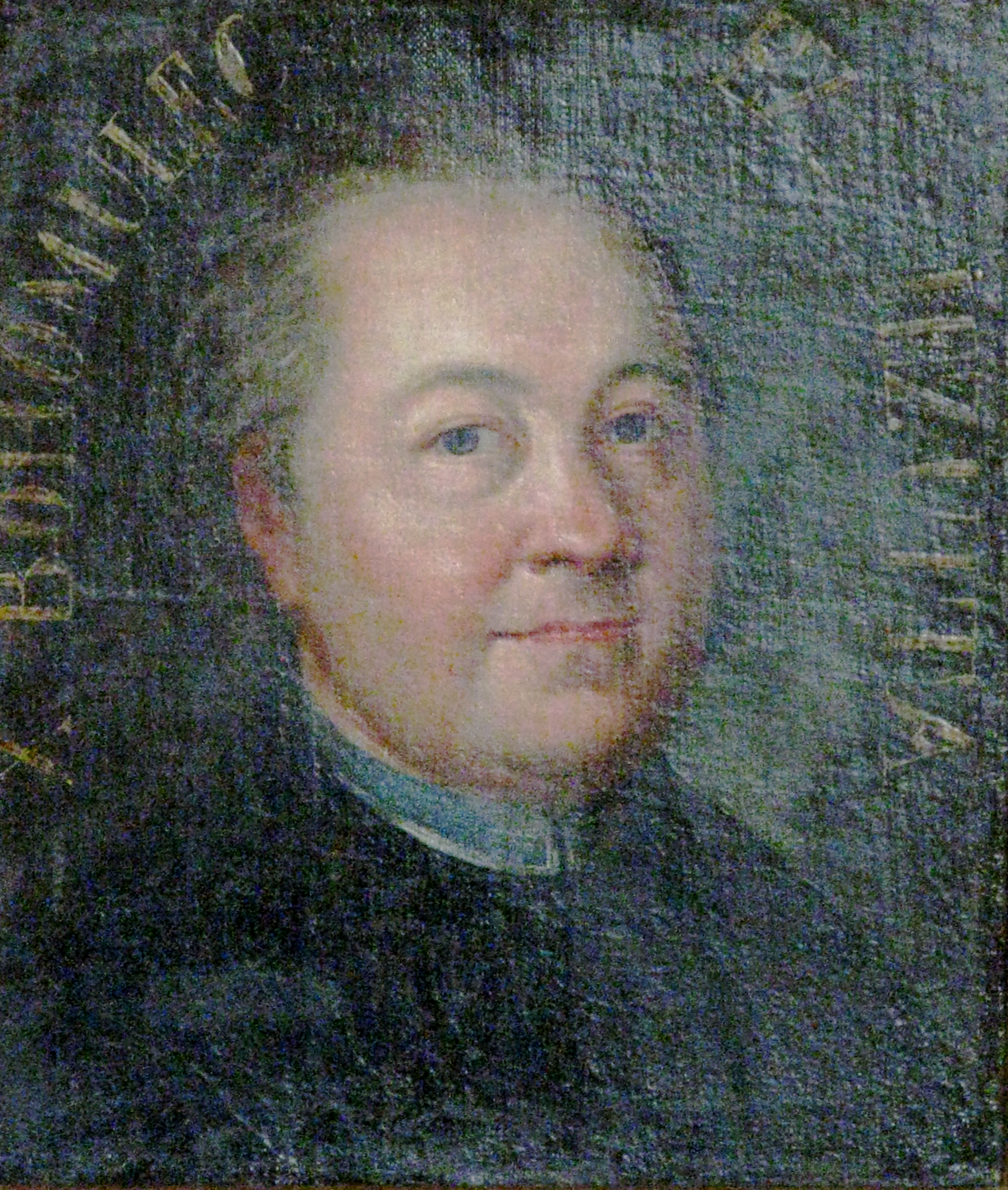
Bild im Warschauer Königsschloss

Franciszek Bohomolec (* 1720 in Wizebsk, Polen-Litauen; † 1784 in Warschau, Polen-Litauen) war ein polnischer Geistlicher und Schriftsteller der Aufklärung. Seine Familie gehörte zur Wappengemeinschaft Bogoria.

## Leben
Bohomolec entstammte einer katholischen Adelsfamilie. Er studierte in Vilnius und Rom. Nach seiner Rückkehr nach Polen-Litauen ließ er sich in Warschau nieder. Er trat dem Jesuitenorden bei betätigte sich als Poet und Dramaturg. Er übersetzte Komödien von Carlo Goldoni und Molière ins Polnische. In seinen eigenen Stücken nahm Bohomolec die polnisch-litauische Aristokratie und ihre Vorurteile aufs Korn. Er machte sich auch über ihren Aberglauben lustig, kritisierte aber auch die sozialen Zustände in der Adelsrepublik. Bohomolec war oft bei König Stanislaus II. August Poniatowski zu Gast und nahm regelmäßig an den Donnerstagessen im Palast auf dem Wasser im Łazienki-Park teil. Nach der Auflösung des Jesuitenordens wurde er zudem Verleger. Zwanzig Jahre lang gab er den Monitor heraus und gestaltete damit die polnische Aufklärung maßgeblich mit. Bohomolec schrieb Polnisch, gelegentlich auch auf Latein.